# Sân bay Visakhapatnam
Sân bay Visakhapatnam (IATA: VTZ, ICAO: VEVZ) là một sân bay cách Visakhapatnam 7 km, tại bang Andhra Pradesh, Ấn Độ. Sân bay này thuộc quản lý của Hải quân Ấn Độ, đơn vị quản lý này cũng chịu trách nhiệm quản lý cả các chuyến bay dân sự.
Sân bay này có thể phục vụ các chuyến bay đêm (từ ngày 30 tháng 3 năm 2008). Đang có kế hoạch nâng thành sân bay quốc tế cuối năm 2008.

## Các hãng hàng không và các tuyến điểm
- Deccan (Hyderabad, Kolkata, Bengaluru, Tirupati)
- Indian Airlines (Hyderabad, Mumbai, Delhi)
- Jet Airways (Hyderabad, [Starts July, 2008])
- Jet Lite (Hyderabad, Mumbai, Delhi, Kolkata, Chennai)
- Kingfisher Airlines (Hyderabad, Chennai)
- Paramount Airways (Hyderabad, Chennai, Bengaluru)
- SpiceJet (Hyderabad, Mumbai, Delhi)

### Các hãng vận tải hàng hóa
- Crescent Air Cargo (Chennai, Kolkata)